# Paracanace
Genre
Paracanace est un genre d'insectes diptères brachycères de la famille des Canacidae.

## Liste d'espèces
Selon Catalogue of Life (19 avril 2019) :
- Paracanace aicen Mathis & Wirth, 1978
- Paracanace blantoni (Wirth, 1956)
- Paracanace cavagnaroi (Wirth, 1969)
- Paracanace hoguei Mathis & Wirth, 1978
- Paracanace lebam Mathis & Wirth, 1978
- Paracanace maritima (Wirth, 1951)
- Paracanace oliveirai (Wirth, 1956)
- Paracanace wirthi Mathis, 1997